# Konvergentna evolucija
Pod  konvergentnom evolucijom (nazvanom još i paralelizam i konvergencija) se u biologiji podrazumijeva razvoj sličnih osobina i sličnih organa s istim funkcijama kod vrsta koje nisu međusobno srodne do kojih dolazi tijekom evolucije kao posljedica prilagođavanju sličnim uvjetima života. Iz toga slijedi da se slični oblici koji se nađu kod raznih živih bića mogu povezati samo s njihovom funkcijom, a ne znače obavezno da su vrste međusobno srodne. Klasičan primjer su lubanje vuka i vuka tobolčara koje su za laike gotovo jednake. Slično je i s prednjim ekstremitetima krtice i jedne vrste cvrčka koji su kod obje vrste prilagođeni kopanju pod zemljom i zbog toga su se kod njih razvili slični oblici, iako međusobno doista nisu srodni. Krtica je sisavac dok je cvrčak kukac, što je više nego očito već na temelju njihovog osnovnog plana građe (egzoskelet kod kukca, unutrašnji skelet kod krtice). Razlog ovom konvergentnom razvoju su jednaki čimbenici odabira koji su doveli do sličnih prilagodbi.
Drugi razvidan primjer udovi su kralježnjaka koji žive u vodi, a prilagođeni su kretanju pod vodom. Tako, primjerice, ribe, kornjače, dupini, kitovi i pingvini odstupaju u pojedinostima od osnovnog plana građe tijela s pet udova, pa su prema tome u širem smislu homologni između sebe, no zbog različitog se podrijetla može smatrati da su međusobno analogni. Dakle, kao prilagodbu na slične životne uvjete razvili su slične oblike za iste uloge.